# Petén
(El) Petén je departement tvořící severní část státu Guatemala. V roce 2015 měl přibližně 736 000 obyvatel a s rozlohou 35 854 km² je to zdaleka největší departement Guatemaly (činí asi třetinu státního území). Na severu a západě hraničí s Mexikem a na východě s Belizí. Hlavním městem departementu je historické město Flores ležící na ostrově v jezeře Petén Itzá. Nejsevernější část Peténu tvoří Mayská biosférická rezervace.
S Peténem jsou často spojováni Mayové, protože to bylo právě zde, kde se tento staroslavný národ vyvinul. Nachází se zde mnoho archeologických lokalit mayské civilizace, například Tikal zapsaný na seznamu světového dědictví UNESCO.

## Fotogalerie

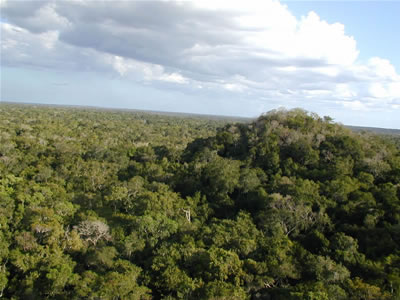
lesní porost na severu departementu
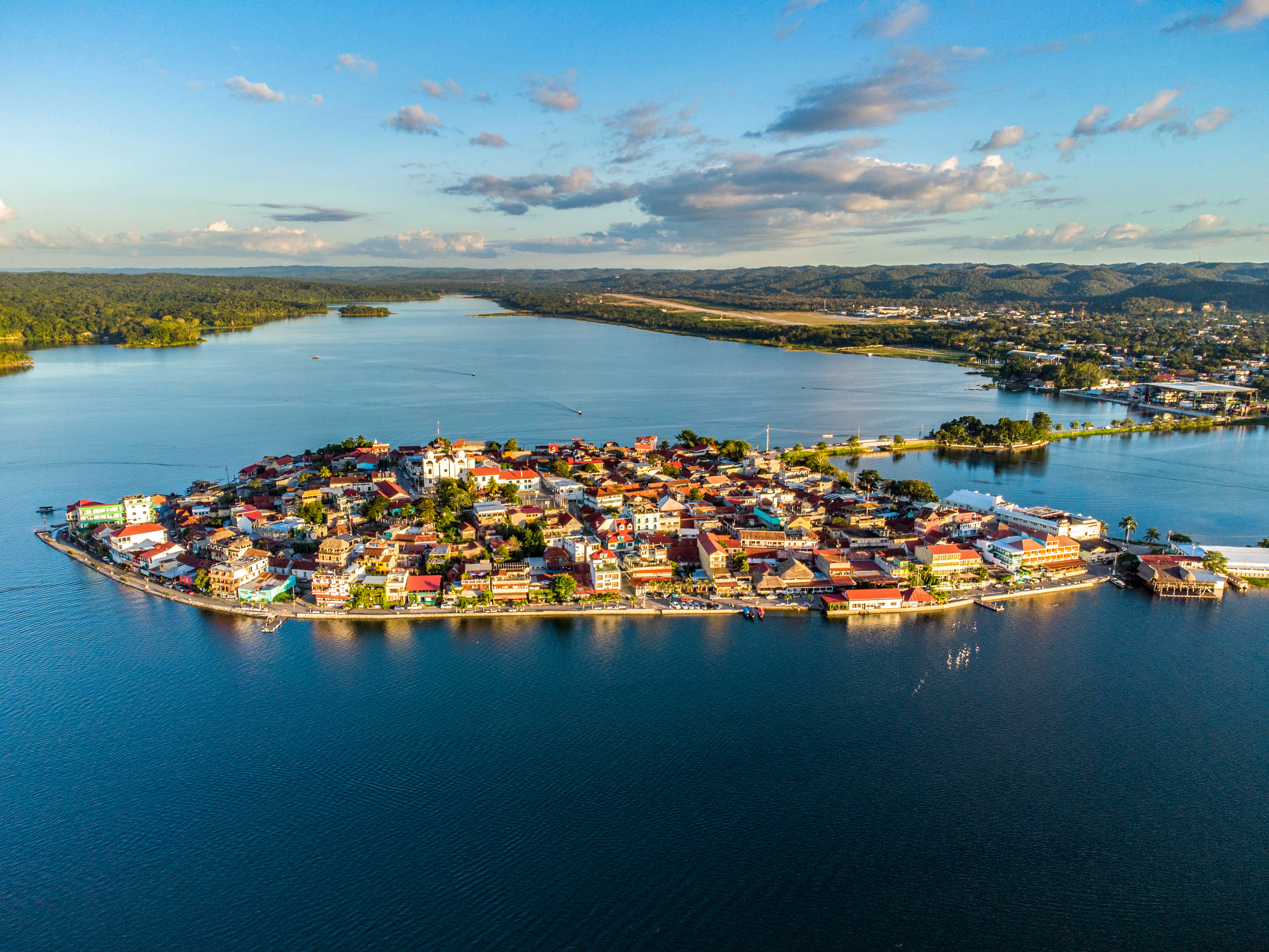
hlavní město Flores
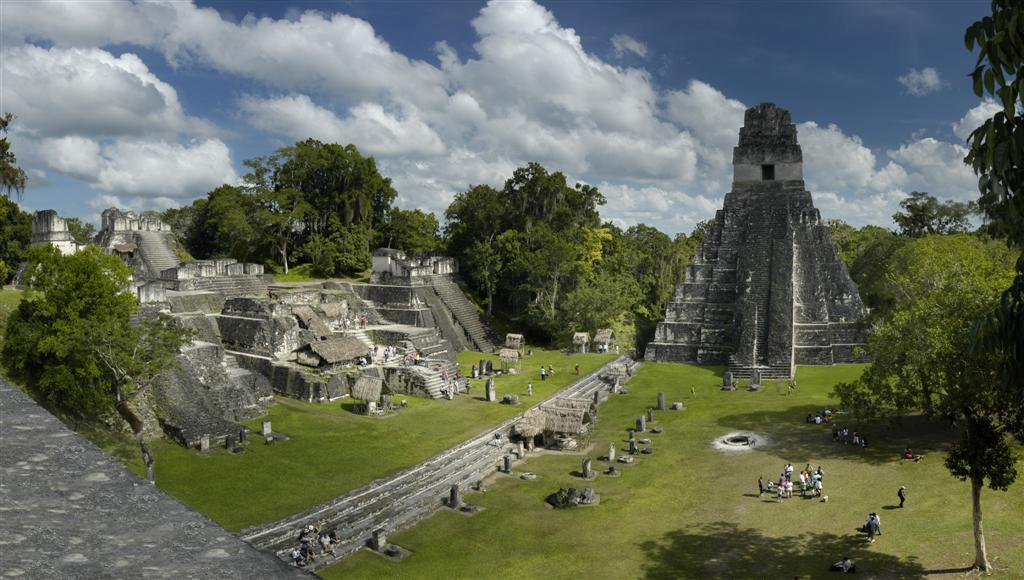
Tikal